# Iglesia de San Salvador de Guaso

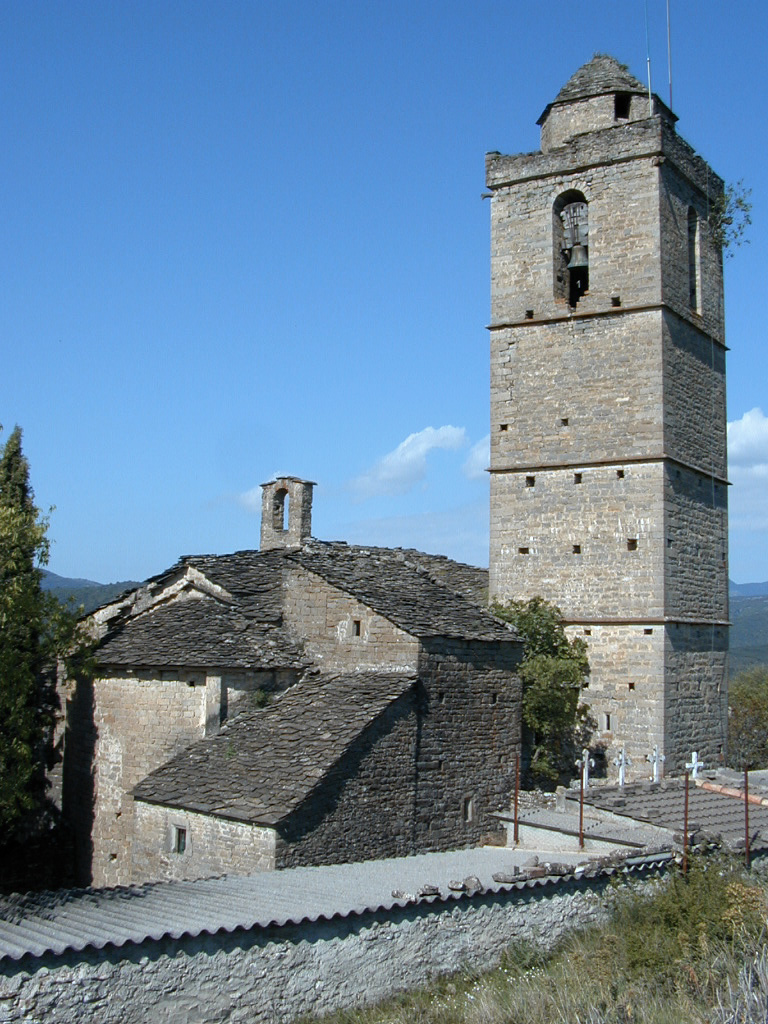
Iglesia parroquial de San Salvador, Guaso, Huesca.

## Localización
La iglesia de San Salvador de Guaso se localiza en la localidad pirenaica del mismo nombre, perteneciente al municipio aragonés de Aínsa, Sobrarbe, provincia de Huesca, Aragón, España. Dista 7 kilómetros de Aínsa y 5 de Boltaña. Se encuentra en la parte superior del cerro en el que se sitúa el pueblo, en el llamado barrio del Tozal, formando un conjunto con el crucero y el esconjuradero. 
Está declarada Bien de Interés Cultural (BIC).

## Historia
La construcción de la iglesia data del siglo XII. Aunque según la tradición popular la iglesia perteneció a los templarios en el siglo XIII, lo único que se sabe con certeza es que en este siglo la parroquia, calificada de rectoría en la documentación, correspondía al arcedianato de Sobrarbe, dignidad catedralicia de Huesca.
La construcción de la torre corresponde al siglo XIV, así como la de alguna de las capillas laterales y posiblemente el pórtico. La pila bautismal puede datarse también a finales de este siglo.
Recientemente, entre los años 2006 y 2010 se han llevado a cabo distintas fases de restauración.

## Descripción
Se trata de una construcción que consta de una nave dividida en cuatro tramos y cubierta con bóveda de cañón y un ábside semicircular. Posee una sacristía en la parte norte del hemicíclo del ábside, cubierta también con bóveda de cañón, paralela a la de la nave.
La nave, de cuatro cuerpos, está construida en mampostería y sillar, situándose a los pies de la nave. Está rematada por un pretil de gárgolas y un cuerpo octogonal, que corresponde a la cúpula de la torre.
Destaca también en el exterior el ábside, que posee pilastras que ascienden hasta el alero, recordando la decoración lombarda y emparentándose con la iglesia de Tierrantona.